# Phare arrière de Reedy Island

Le phare arrière de Reedy Island (en anglais : Reedy Island Range Rear Light) est un phare servant de feu d'alignement arrière situé près de Taylors Bridge dans le comté de New Castle, Delaware. 
Il est inscrit au Registre national des lieux historiques depuis le 27 mars 1989 sous le n° 89000288 .

## Historique
Ce feu d'alignement et plusieurs autres ont été construits dans le cadre d'un projet de dragage de chenal au début des années 1900. Le nouveau chenal (en direction du nord vers Philadelphie) a fait une série de virages quelque peu au sud de Reedy Island (en), qui se trouve au large de Port Penn. Avant cela, le canal menant du sud était marqué par les phares de Port Penn, dont le feu arrière serait déplacé pour devenir le phare arrière de Liston. Ensuite, un nouveau segment court a été ajouté en tournant vers le nord, qui a été nommé pour la première fois confusément Reedy Island Range, mais a été renommé Baker Range lorsque des lumières permanentes ont été érigées. Le dernier segment, après l'île Reedy, est devenu la Reedy Island Range. 
La construction  des lumières permanentes a été retardée, et une collection de lumières temporaires a été utilisée lors du dragage des canaux. Dans ce cas, le feu arrière d'origine était une lumière montée sur un haut poteau qui a été allumé pour la première fois en 1904. La proposition originale d'un feu permanent aurait déplacé le phare de Finns Point pour desservir cet endroit. Mais les marins s'y sont opposés, et en 1906, le conseil du phare a dû demander un crédit pour la construction d'une nouvelle tour, qui n'a été financée qu'en 1908. Cette tour était de conception conventionnelle, initialement équipée d'une lentille de Fresnel de cinquième ordre, depuis remplacé par une balise aérienne. Une maison de gardien et d'autres structures de soutien se trouvaient depuis longtemps à l'endroit où la tour devait être érigée, après avoir été érigée en 1906 avec des fonds provenant de l'affectation d'origine pour la gamme. Une deuxième maison et une tour à claire-voie se tenaient au bord de l'eau.
La lumière a été automatisée à une date inconnue et continue d'être utilisée. La maison du gardien a été détruite lors d'un incendie en 2002.

## Description
Le phare  est une tour métallique à claire-voie de 34 m de haut, avec un pylone central portant une lanterne à galerie. Le phare est entièrement noir. Il émet, à une hauteur focale de 41 m, un feu rouge continu, jour et nuit. Sa portée n'est pas connue.
Identifiant : ARLHS : USA-692 ; USCG : 2-2585  ; Admiralty : J1299.1 .

### Lien connexe
- Liste des phares du Delaware